# Jurij Kriwzow

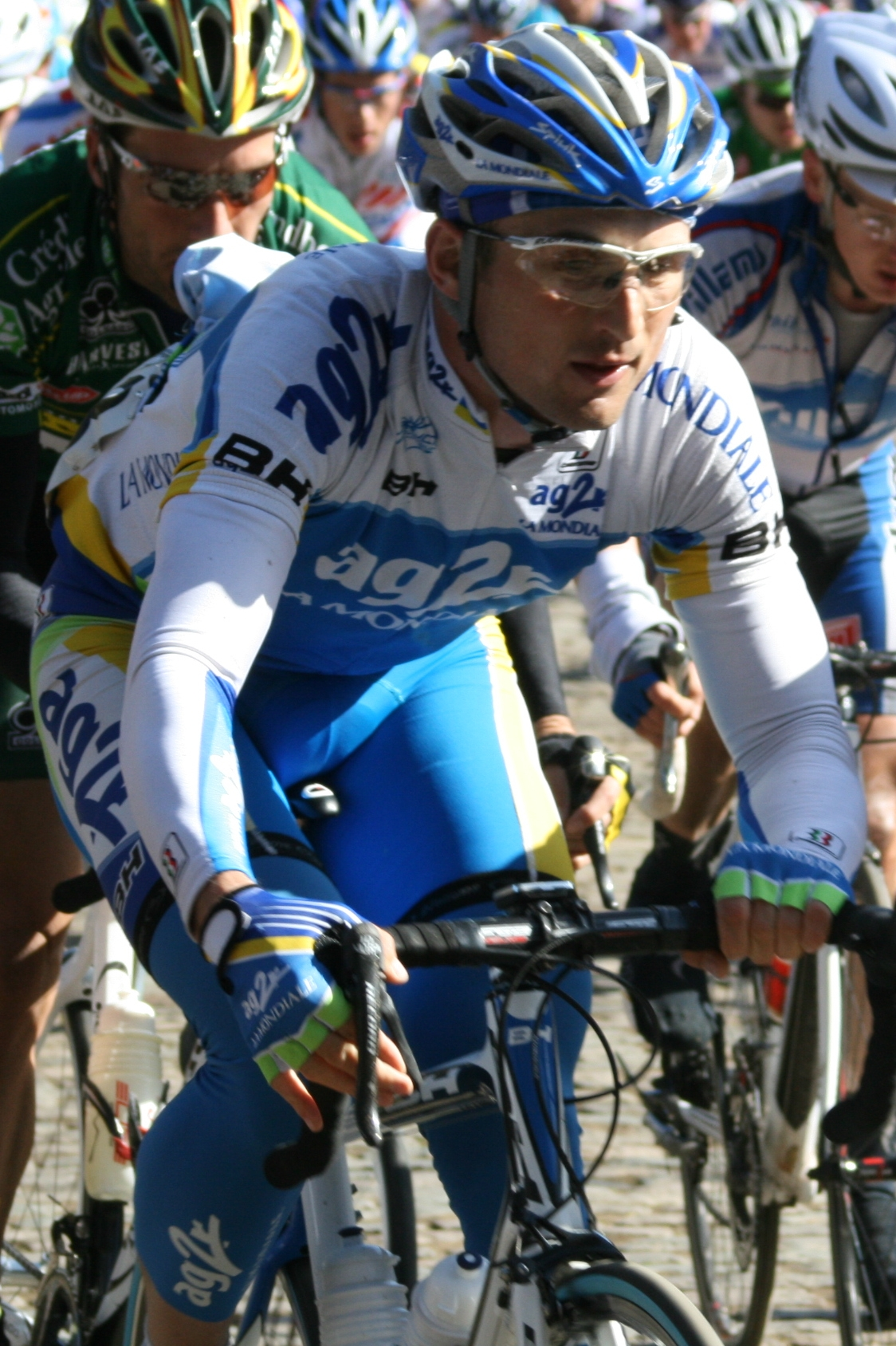
Jurij Kriwzow am Kemmelberg bei der Ronde van Vlaanderen 2009

Jurij Kriwzow  (ukrainisch Юрій Крівцов; * 7. Februar 1979 in Perwomajsk, Oblast Mykolajiw, Ukrainische SSR) ist ein ehemaliger französisch-ukrainischer Radrennfahrer.
Kriwzow begann sein Radsportkarriere als Profi im Jahr 2002 im Team Jean Delatour, für das er zwei Jahre fuhr. 2004 folgte der Wechsel zum Team AG2R Prévoyance, für das er bis 2011 tätig war.
Seit Mai 2010 hat Kriwzow die französische Staatsbürgerschaft und fuhr seitdem mit einer französischen Lizenz.

## Palmarès (Auswahl)
1997
- Ukrainischer Juniorenmeister
- Dritter bei der Straßen-Juniorenweltmeisterschaft

1999
- Chrono des Herbiers

2001
- Chrono des Herbiers

2002
- Prix des Blés d’Or

2003
- eine Etappe Tour de Romandie
- eine Etappe Tour de l’Avenir

2004
- Ukrainischer Meister – Zeitfahren
- 10. Platz beim Zeitfahren der Olympischen Spiele

### Grand-Tour-Platzierungen
| Grand Tour            | 2003 | 2004 | 2005 | 2006 | 2007 | 2008 | 2009 | 2010 | 2011 | 2012 |
| --------------------- | ---- | ---- | ---- | ---- | ---- | ---- | ---- | ---- | ---- | ---- |
| Giro d’ItaliaGiro     | –    | –    | 26   | 114  | 71   | 51   | 116  | 83   | 119  | –    |
| Tour de FranceTour    | 85   | 95   | 90   | –    | –    | –    | –    | –    | –    | DNF  |
| Vuelta a EspañaVuelta | –    | –    | –    | –    | 48   | –    | –    | –    | –    | –    |

## Teams
- 2002 Jean Delatour
- 2003 Jean Delatour
- 2004 AG2R Prévoyance
- 2005 AG2R Prévoyance
- 2006 AG2R Prévoyance
- 2007 AG2R Prévoyance
- 2008 AG2R La Mondiale
- 2009 AG2R La Mondiale
- 2010 AG2R La Mondiale
- 2011 AG2R La Mondiale
- 2012 Lampre-ISD